# Awusi
Awusi – u Akanów androgyniczne bóstwo Słońca, obdarzające urodzonych w niedzielę czystością, nieskazitelnością i hojnością.